# Abdelilah Basbousi
Abdelilah Basbousi es un actor marroquí, conocido sobre todo por su papel en la película de Nabil Ayouch Casablanca Beats de 2021 (en francés: Haut et Fort), que fue seleccionada para competir por la Palma de Oro en el Festival de Cannes de 2021.